# Benny Bass
Benny Bass (* 4. Dezember 1903 in Kiew, Russisches Reich als Benjamin Baruch J. Bass; † 25. Juni 1975 in Philadelphia, Pennsylvania) war ein US-amerikanischer Boxer.
Am 12. September 1927 boxte er gegen Red Chapman um die vakante Weltmeisterschaft der NBA im Federgewicht und siegte nach 10 Runden durch einen einstimmigen Beschluss. Er war zugleich der erste Superfedergewichts-Weltmeister des Verbandes NBA. Diesen Gürtel verlor er bei der Titelvereinigung gegen den italienischstämmigen Tony Canzoneri durch geteilte Punktentscheidung.
Im Superfedergewicht schlug er am 20. Dezember 1929 Tod Morgan und wurde dadurch sowohl NYSAC- als auch universeller Weltmeister. Diese beiden Titel trug er bis Februar des darauffolgenden Jahres.
Im Jahre 1994 wurde Benny Bass in die International Jewish Sports Hall of Fame aufgenommen sowie im Jahre 2002 in die International Boxing Hall of Fame.